# Lista drumurilor județene din județul Bihor
Aceasta este o listă ce cuprinde toate drumurile județene aflate pe raza județului Bihor, așa cum au fost clasificate de Ministerul Transporturilor.
| Județul Bihor                                                   | Județul Bihor | Județul Bihor                                                   | Județul Bihor                                                   | Județul Bihor                                                   | Județul Bihor |
| Drum Județean                                                   | Traseu | Origine                                                         | Destinație                                                      | Lungimea (km)                                                   | Reclasat din: |
| --------------------------------------------------------------- | --- | --------------------------------------------------------------- | --------------------------------------------------------------- | --------------------------------------------------------------- | --- |
| DJ 108H                                                         | DN1H - Pădurea Neagră - Budoi (DJ 191B) | Km 0+000 (DN1H)                                                 | Km 17+264 (Budoi - DJ 191B)                                     | 17,264                                                          | |
| DJ 108I                                                         | Bucea (DN1 - Jud. Cluj) - Lorău - Bratca - Bălanca - Șuncuiuș - Vadu Crișului - Birtin - Dobricionești - Josani - Măgești - Butani - Aștileu - Chistag - Țețchea - Telechiu - Poșoloaca - Tileagd (DN1) | Km 0+000 (Bucea - DN1)                                          | Km 53+185 (Tileagd - DN1)                                       | 51,300                                                          | |
| DJ 108K                                                         | DJ 108I - Bulz - Munteni - Remeți - Limita Jud. Cluj | Km 0+000 (DJ 108I)                                              | Km 26+455 (Limita Jud. Cluj)                                    | 26,455                                                          | |
| DJ 190                                                          | Episcopia Bihor (DN19) - Borș | Km 0+000 (Episcopia Bihor - DN19)                               | Km 8+250 (Borș)                                                 | 8,250                                                           | |
| DJ 191                                                          | Biharia (DN19) - Cauaceu - Sălard - Fegernicu Nou - Sărsig - Poclușa de Barcău - Chiribiș - Marghita - Viișoara - Păgaia - Limita Jud. Satu Mare                                                        | Km 0+000 (Biharia - DN19)                                       | Km 59+960 (Limita Jud. Satu Mare)                               | 57,119                                                          | |
| DJ 191A                                                         | Chiribiș (DJ 191) - Tăuteu - Bogei - Ciutelec - Popești (DJ 191B) | Km 0+000 (Chiribiș - DJ 191)                                    | Km 14+350 (Popești - DJ 191B)                                   | 14,350                                                          | |
| DJ 191B                                                         | Păulești (DJ 767) - Săliște - Sacalasău - Derna - Budoi - Voivozi - Popești - Varviz - Vărzari - Borumlaca - Vâlcelele - Suplacu de Barcău (DN19B)                                                      | Km 0+000 (Păulești - DJ 767)                                    | Km 36+409 (Suplacu de Barcău - DN19B)                           | 36,409                                                          | |
| DJ 191F                                                         | Marghita (DJ 191) - Buduslău - Otomani - DN19 | Km 0+000 (Marghita - DJ 191)                                    | Km 15+680 (DN19)                                                | 15,680                                                          | |
| DJ 709                                                          | Limita Jud. Arad - Talpos - Batăr - Arpășel - DJ 795 | Km 75+942 (Limita Jud. Arad)                                    | Km 97+458 (DJ 795)                                              | 21,458                                                          | |
| DJ 709A                                                         | Batăr (DJ 709) - Tăut - Ghirișu Negru - Belfir - Cociuba Mare - Petid - Șoimi - Borz - Uileacu de Beiuș - Petrani - Pocola (DN76)                                                                       | Km 0+000 (Batăr - DJ 709)                                       | Km 45+569 (Pocola - DN76)                                       | 45,569                                                          | |
| DJ 709E                                                         | Ciumenghiu (DN79) - Ghiorac - Arpășel (DJ 709) | Km 0+000 (Ciumenghiu - DN79)                                    | Km 13+570 (Arpășel - DJ 709)                                    | 13,570                                                          | |
| DJ 763                                                          | Sudrigiu (DN76) - Pietroasa | Km 0+000 (Sudrigiu - DN76)                                      | Km 11+420 (Pietroasa)                                           | 11,420                                                          | |
| DJ 764                                                          | Beiuș (DN76) - Delani - Petreasa - Remetea - Josani - Căbești - Roșia - Călățea - Aștileu - Aleșd (DN1)                                                                                                 | Km 0+000 (Beiuș - DN76)                                         | Km 69+017 (Aleșd - DN1)                                         | 69,017                                                          | |
| DJ 764A                                                         | Beiuș (DN76) - Budureasa - Stâna de Vale | Km 0+000 (Beiuș - DN76)                                         | Km 27+200 (Stâna de Vale)                                       | 27,200                                                          | |
| DJ 764C                                                         | Remetea (DJ 764) - Meziad | Km 0+000 (Remetea - DJ 764)                                     | Km 11+300 (Meziad)                                              | 11,300                                                          | |
| DJ 764D                                                         | Borod (DN1) - Delureni - Bratca - Damiș - DJ 764 | Km 0+000 (Borod - DN1)                                          | Km 28+518 (DJ 764)                                              | 27,880                                                          | |
| DJ 767                                                          | Sâmbăta (DN76) - Rotărești - Ogești - Crâncești - Hidișel - Dobrești - Vârciorog - Tilecuș - Tileagd - Uileacu de Criș - Țigăneștii de Criș - Picleu - Brusturi - Păulești - Spinuș - DJ 191            | Km 0+000 (Sâmbăta - DN76)                                       | Km 69+781 (DJ 191)                                              | 67,311                                                          | DJ 767 (DN76 - DJ 191: L=67,311) |
| DJ 767A                                                         | Uileacu de Criș (DN1) - Bălaia - Burzuc - Chioag - Sârbi - Fegernic - Ciuhoi - Sâniob - Sânicolau de Munte - Săcuieni (DN19B)                                                                           | Km 0+000 (Uileacu de Criș - DN1)                                | Km 42+812 Săcuieni - DN19B)                                     | 42,812                                                          | DJ 767A (Uileacu de Criș - Bălaia: L=6,000km) + Stradă Bălaia (L=2,600km) + DEN (Bălaia - Burzuc: L=0,500km) + Stradă Burzuc (L=3,000km) + DC 24 (Burzuc - DJ 191: L=11,900km) + DC 2A (DJ 191 - DJ 767 L=3,300km) + DJ 767 (DC 2A - Săcuieni: L=15,512km) |
| DJ 767B                                                         | DN76 - Tășad - Copăcel - Surduc - Șerghiș - DJ 767 | Km 0+000 (DN76)                                                 | Km 22+140 (DJ 767)                                              | 22,140                                                          | |
| DJ 767C                                                         | Dobrești (DJ 767) - Lunca Sprie - Răcaș - DJ 764 | Km 0+000 (Dobrești - DJ 767)                                    | Km 11+672 (DJ 764)                                              | 11,672                                                          | |
| DJ 767D                                                         | Vârciorog (DJ 767) - DJ 764 | Km 0+000 (Vârciorog - DJ 767)                                   | Km 10+550 (DJ 764)                                              | 10,550                                                          | |
| DJ 767E                                                         | Oșorhei (DN1) - Sărand - Chijic - Copăcel (DJ 767B) | Km 0+000 (Oșorhei - DN1)                                        | Km 13+760 (Copăcel - DJ 767B)                                   | 13,760                                                          | |
| DJ 767F                                                         | Oradea (DN19) - Paleu - Cetariu - Cauaceu (DJ 191) | Km 0+000 (Oradea - DN19)                                        | Km 18+650 (Cauaceu - DJ 191)                                    | 18,650                                                          | DC 32 + DJ 767A (Cetariu - Cauaceu: L=6,700km) |
| DJ 768                                                          | DN76 - Calea Mare - Bicăcel - Holod (DJ 795) | Km 0+000 (DN76)                                                 | Km 18+395 (Holod - DJ 795)                                      | 18,395                                                          | |
| DJ 792A                                                         | Limita Jud. Arad - Ucuriș - Olcea - Belfir - Tinca - Husasău de Tinca - Miersig - Leș (DN79) | Km 24+984 (Limita Jud. Arad)                                    | Km 67+696 (Leș - DN79)                                          | 42,712                                                          | |
| DJ 795                                                          | Salonta (DN79) - Tulca - Căuașd - Gurbediu - Tinca - Râpa - Dumbrava - Holod - Dumbrăvița - Vintere - DN76                                                                                              | Km 0+000 (Salonta - DN79)                                       | Km 46+102 (DN76)                                                | 46,102                                                          | |
| DJ 795A                                                         | Husasău de Tinca (DJ 792A) - Oșand - Șumugiu - Mierlău - Calea Mare (DJ 768) | Km 0+000 (Husasău de Tinca)                                     | Km 21+800 (Calea Mare - DJ 768)                                 | 21,800                                                          | |
| DJ 797                                                          | Oradea (DN79) - Sântandrei - Tărian - Girișu de Criș - Toboliu - Roit - Sânnicolau Român - Berechiu - Cefa - Inand (DN79)                                                                               | Km 0+000 (Oradea - DN79)                                        | Km 36+440 (Inand - DN79)                                        | 36,440                                                          | |
| Lungimea totală a rețelei de drumuri județene din județul BIHOR | Lungimea totală a rețelei de drumuri județene din județul BIHOR | Lungimea totală a rețelei de drumuri județene din județul BIHOR | Lungimea totală a rețelei de drumuri județene din județul BIHOR | Lungimea totală a rețelei de drumuri județene din județul BIHOR | 806,585 Km |

## Vezi și
- Lista drumurilor județene din România